# 四大教主
四大教主是指2000年代至今活躍在演藝界的四位引領華語樂壇潮流的臺灣女藝人，分別是：「流行教主」蔡依林、「電眼教主」張韶涵、「甜心/甜蜜教主」王心凌、「可愛教主」楊丞琳。

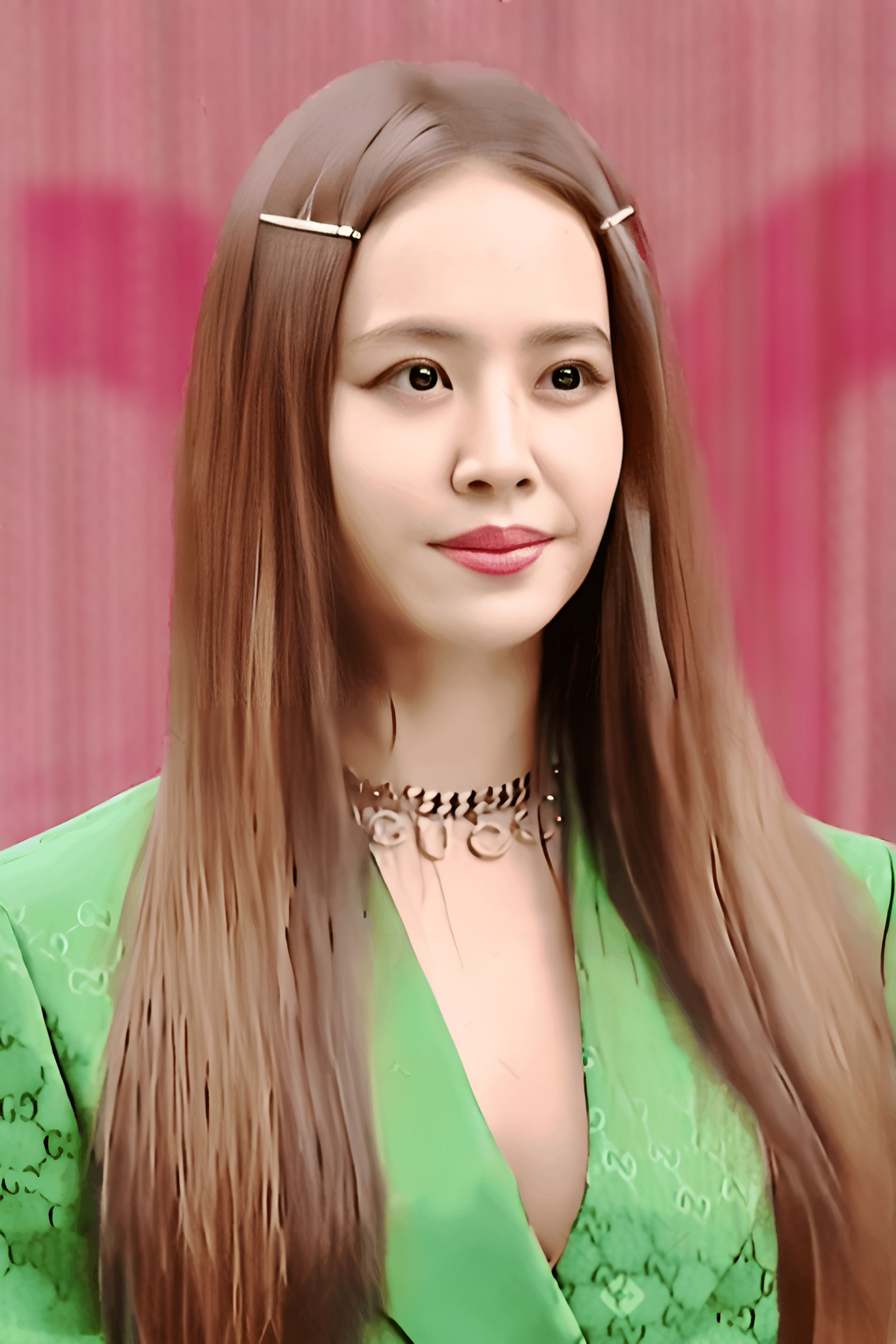
蔡依林
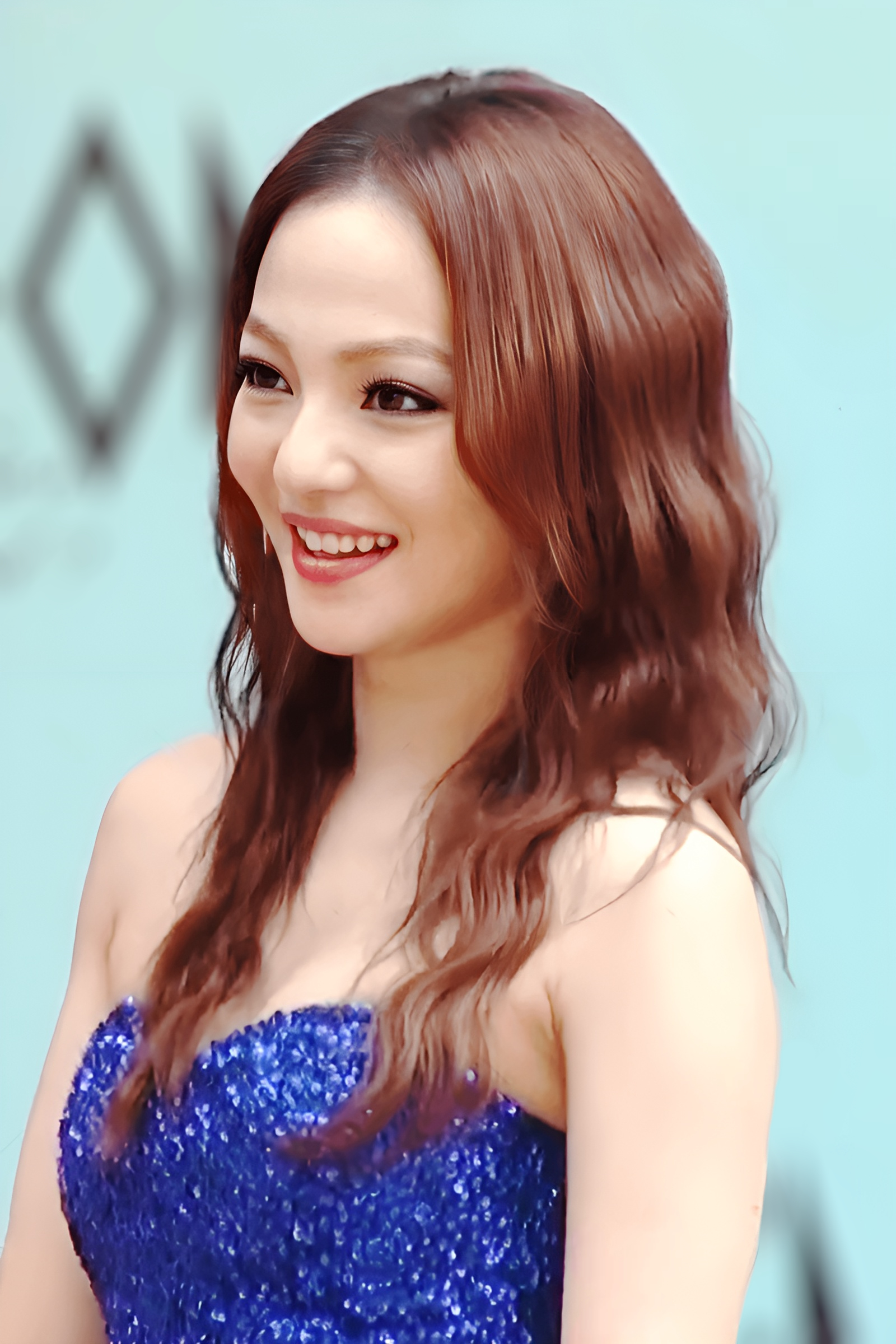
張韶涵
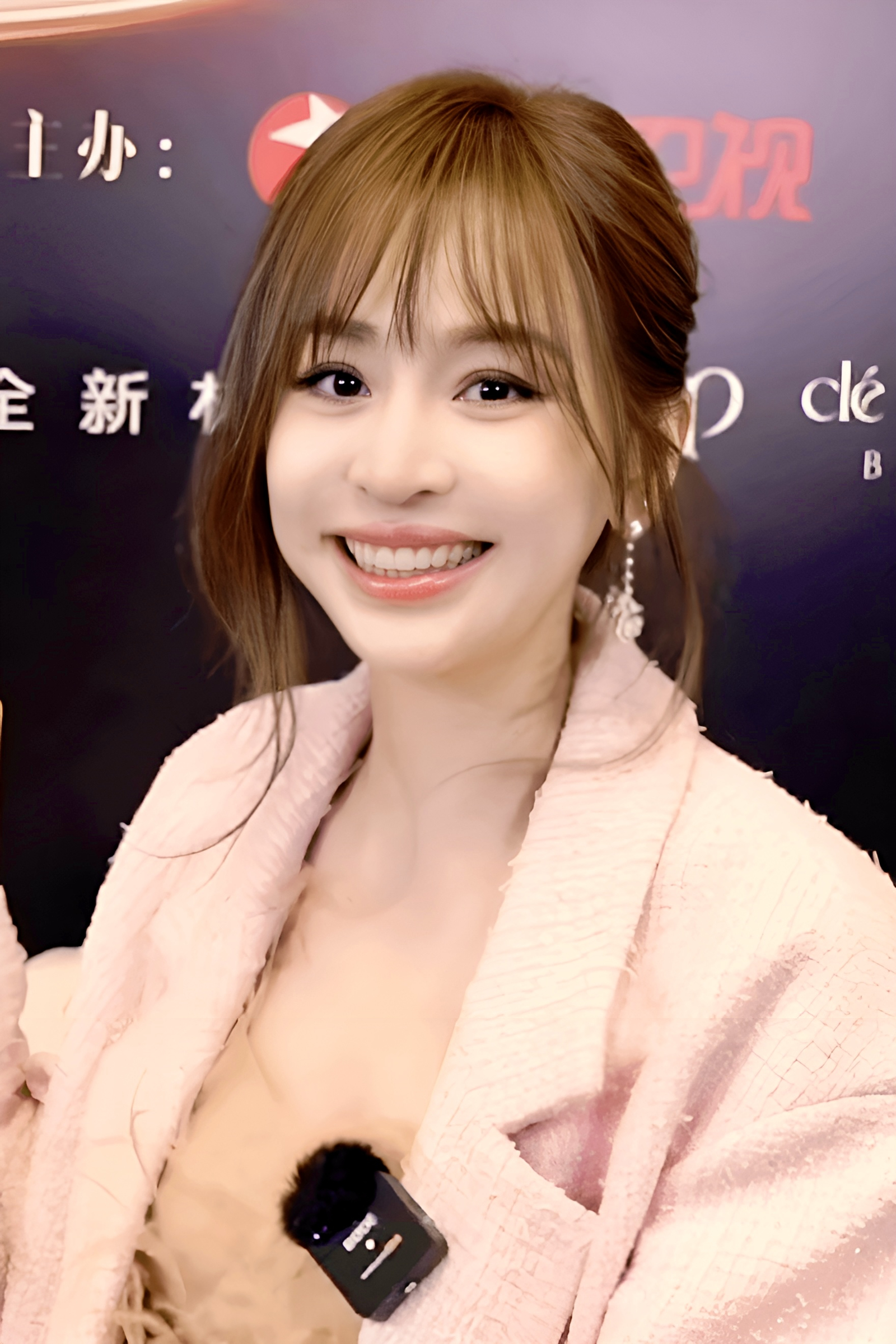
王心凌
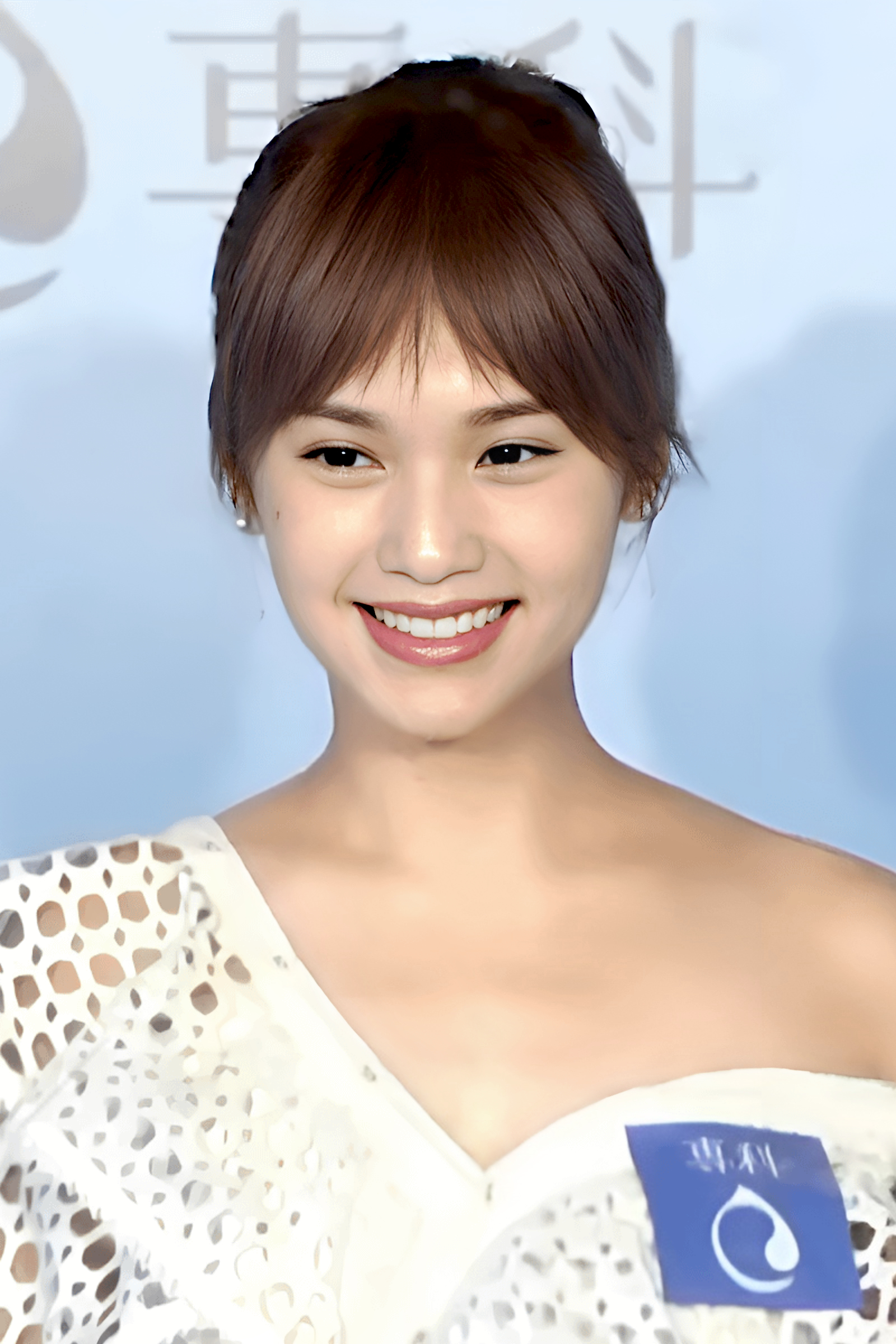
楊丞琳